# Coordenades de Jacobi
En teoria de sistemes de moltes partícules, les coordenades de Jacobi s'utilitzen per simplificar la formulació matemàtica. Són comunament utilitzades en l'estudi de molècules poliatòmiques i reaccions químiques, i en mecànica celeste.
Les coordenades de Jacobi es defineixen seguint el següent algorisme:
Siguin mj i mk les masses de dos cossos que són substituïdes per un cos nou de massa virtual M = mj + mk. Les coordenades de posició xj i xk són substituïdes per les seves posicions relatives rjk = xj-xk i pel vector posició del seu centre de masses Rjk = (mj xj + mk xk)/(mj + mk).